# 鯉口シャツ
鯉口シャツ（こいくちシャツ）は、和装用（主に祭典に使用）の下着の一種である。地方によっては肉襦袢（にくじゅばん）と呼ばれるが、演劇などで用いられる肉色の下着とは同名の別物である。

## 概要
前をボタンで留める襟なし、七分袖や半袖のシャツ。袖口が鯉の口の形に似ているから鯉口シャツと呼ばれるようになった。同じものを肉襦袢と呼ぶ地方もある。袖口から脇にかけての縫製が流線型（通常直角仕立てのところ）であるため、より身体に密着して本来の肉襦袢のようにピッタリしている点が、鯉口シャツの基本とされる所である。主に手ぬぐい地などの綿素材で作られており、汗を吸い、乾きも早い。
ダボシャツと同一とされることも多いが、厳密には袖口の形（ダボシャツは筒型）、脇の仕立て（ダボシャツは直角）などに差異が見られる。
もともと鯉口シャツの柄は、和彫りのデザインが元になっており、江戸小紋、籠目、神道の神様が描かれたものなどがある。最近ではアロハシャツ風の模様や無地も見られる。
その派手さから、近年では、祭衣装や作業着、和食を取り扱う飲食店のユニフォームなどの用途で着用されている。ひところ前の任侠映画ではステテコとの組み合わせでよく見られた。